# Cariumulya
Cariumulya is een bestuurslaag in het regentschap Karawang van de provincie West-Java, Indonesië. Cariumulya telt 4081 inwoners (volkstelling 2010).